# Contea di Vaduz
La contea di Vaduz è un antico stato dell'area austriaca.

## Storia
Venne creata nel 1342, derivandola per eredità dalla contea di Werdenberg. La linea dei primi conti di Vaduz si estinse nel 1416 ed il territorio venne acquistato in feudo dai baroni di Brandis che ne mantennero la sovranità sino al 1507 quando la contea passò ai conti di Sulz che acquisirono anche la signoria di Schellenberg posta più a nord. Nel 1613 le due signorie, pur rimanendo distinte, vennero entrambe vendute ai conti di Hohenems. Ferdinand Karl von Hohenems (1650-1686), per appropriazione indebita ed un'eccessiva ed efferata caccia alle streghe, venne privato dei suoi domini nel 1684 che tornarono al Sacro Romano Impero che li riassegnò a suo fratello, il conte Jakob Hannibal (1653-1730) il quale, per ripagare i debiti accumulati dal fratello, venne costretto a vendere nel 1699 la signoria di Schellenberg per 115.000 gulden e dopo lunghe trattative nel 1712 vendette anche la contea di Vaduz per 290.000 fiorini al principe Giovanni Adamo Andrea del Liechtenstein. Con questi due possessi, nel 1719 i principi ottennero dall'imperatore Carlo VI il permesso di fondare un unico stato, l'attuale principato.